# Liste der Kellergassen in Absdorf
Die Liste der Kellergassen in Absdorf führt die Kellergassen in der niederösterreichischen Gemeinde Absdorf an. Die beiden Kellergassen liegen nahe beim Austritt der Schmida ins Tullner Becken an der Wagramkante.
| Foto |                 | Kellergasse | Standort             | Beschreibung |
| ---- | --------------- | ----------- | -------------------- | --- |
| ja   | Datei hochladen | Neugebäude  | KG: Absberg Standort | Die Einzelkellergasse in Hanglage besteht aus 39 Gebäuden und hat eine Länge von 270 Metern. Die älteste Datierung geht auf das Jahr 1849 zurück. |
| ja   | Datei hochladen | Kellergasse | KG: Absberg Standort | Die Kellergasse liegt in Hang- und Hohlweglage an der Wagramkante. Teils liegen hier zwei Kellerreihen am Hang hintereinander; nahe der Ortschaft Absberg spaltet sich die Gasse y-förmig auf. Sie besteht aus 124 Gebäuden und hat eine Länge von 1000 Metern. Die älteste Datierung geht auf das Jahr 1846 zurück. 2010 wurden einige Gebäude in der Kellergasse durch einen Tornado schwer beschädigt. In der Kellergasse findet jährlich das Bründlfest statt. Es gibt in der Kellergasse mehrere saisonale Heurigenlokale und einen Gastronomiebetrieb mit so genanntem Erlebniskeller, in dem gelegentlich kulturelle Veranstaltungen stattfinden. |

| Foto:                    | Fotografie der Kellergasse (Gesamtheit). Klicken des Fotos erzeugt eine vergrößerte Ansicht. Daneben finden sich zwei Symbole: \| Weitere Bilder vorhanden \| Das Symbol bedeutet, dass weitere Fotos des Objekts verfügbar sind. Durch Klicken des Symbols werden sie angezeigt. \| \| Eigenes Foto hochladen \| Durch Klicken des Symbols können weitere Fotos des Objekts in das Medienarchiv Wikimedia Commons hochgeladen werden. \| |
| Name:                    | Bezeichnung der Kellergasse |
| Standort:                | Es ist die Katastralgemeinde (KG) angegeben. Durch Aufruf des Links Standort wird die Lage der Kellergasse in verschiedenen Kartenprojekten angezeigt. |
| Beschreibung             | Kurze Beschreibung der Kellergasse |
| Weitere Bilder vorhanden | Das Symbol bedeutet, dass weitere Fotos des Objekts verfügbar sind. Durch Klicken des Symbols werden sie angezeigt. |
| Eigenes Foto hochladen   | Durch Klicken des Symbols können weitere Fotos des Objekts in das Medienarchiv Wikimedia Commons hochgeladen werden. |